# شترمرغ شاخدار شمالی

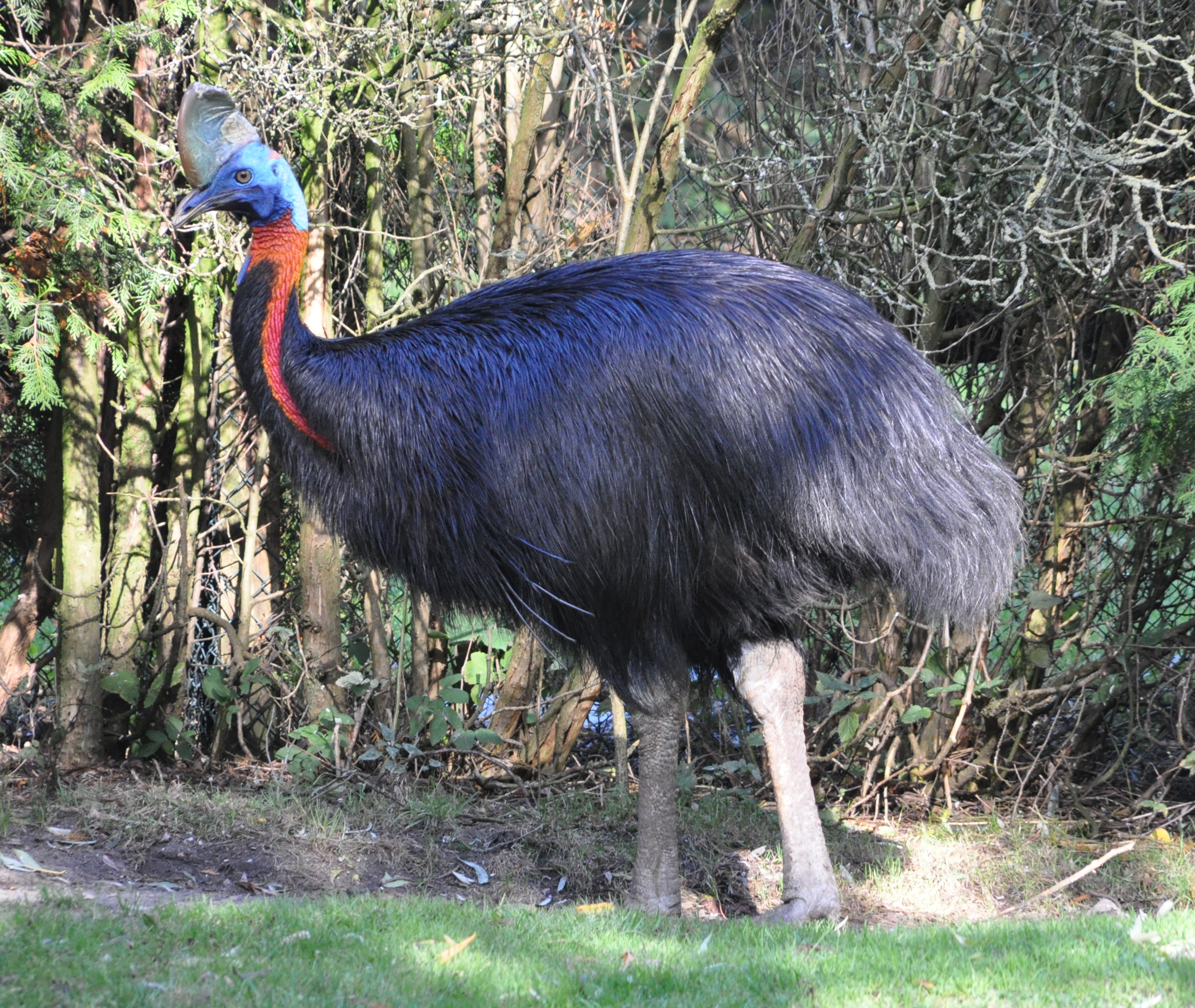

شترمرغ شاخدار شمالی یا شترمرغ شاخدار گردن‌طلایی (نام علمی: Casuarius unappendiculatus) نوعی پرنده بی‌پرواز بومی گینه نو است. این جانور سومین پرندهٔ بزرگ دنیا پس از شترمرغ و شترمرغ شاخدار جنوبی است. نرها ۳۰ تا ۳۷ کیلوگرم و ماده‌ها به طور میانگین ۵۸ کیلوگرم وزن دارند. ارتفاع آنها ۱۵۰ تا ۱۸۰ سانتی‌متر و طولشان ۱۴۹ سانتیمتر است.
این پرنده پرهای مشکی سخت و سیخ و صورتی آبی‌رنگ دارد. گردن آن به رنگ قرمز روشن یا زرد است و تاجی استخوانی بر سر دارد. پاهایش بزرگ و نیرومند است و پنجه‌ای خنجرمانند دارد. شترمرغ شاخدار در باتلاق‌های ساحلی و جنگل‌های بارانی کم‌ارتفاع شمال گینه نو و سه جزیره اطراف آن زندگی می‌کند و غذای آن از جانوران کوچک و میوه‌ها تشکیل می‌شود.
پرنده چندهمسر ماده در آشیانه‌ای که پرنده نر آماده کرده سه تا پنج تخم می‌گذارد اما خوابیدن روی تخم‌ها و مراقبت از جوجه‌ها تا نه ماه بر عهده جنس نر است.

## نگارخانه

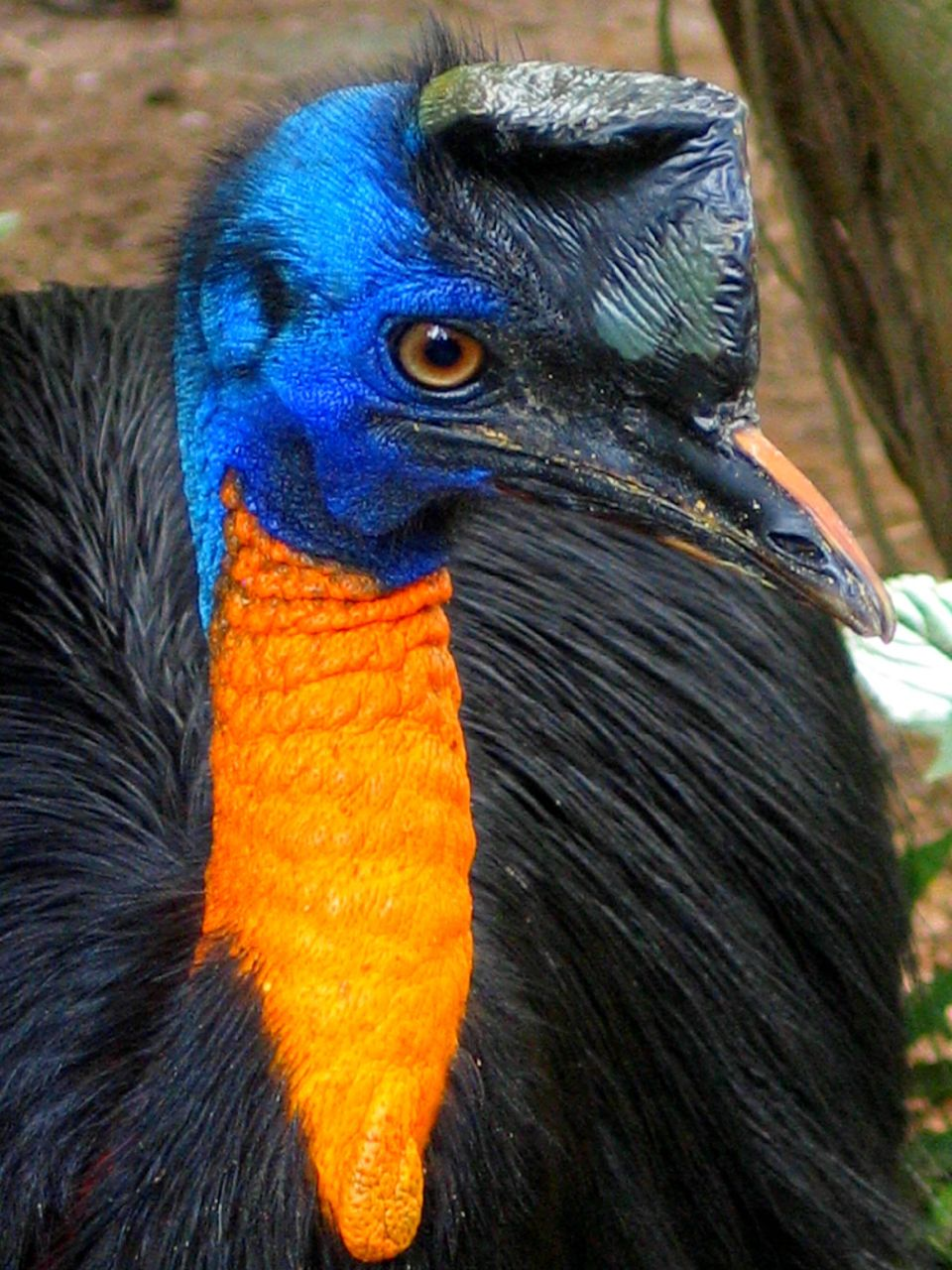
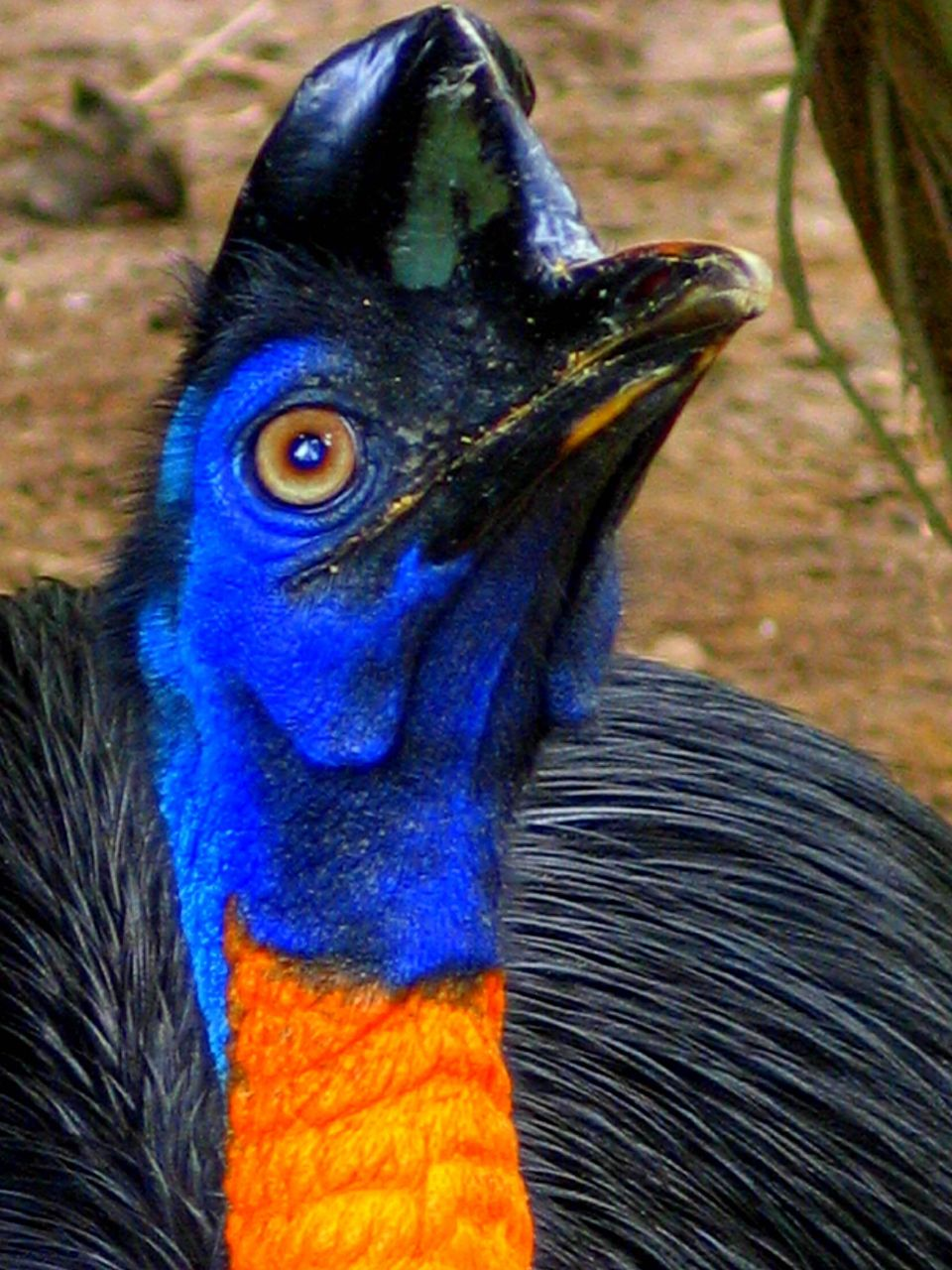
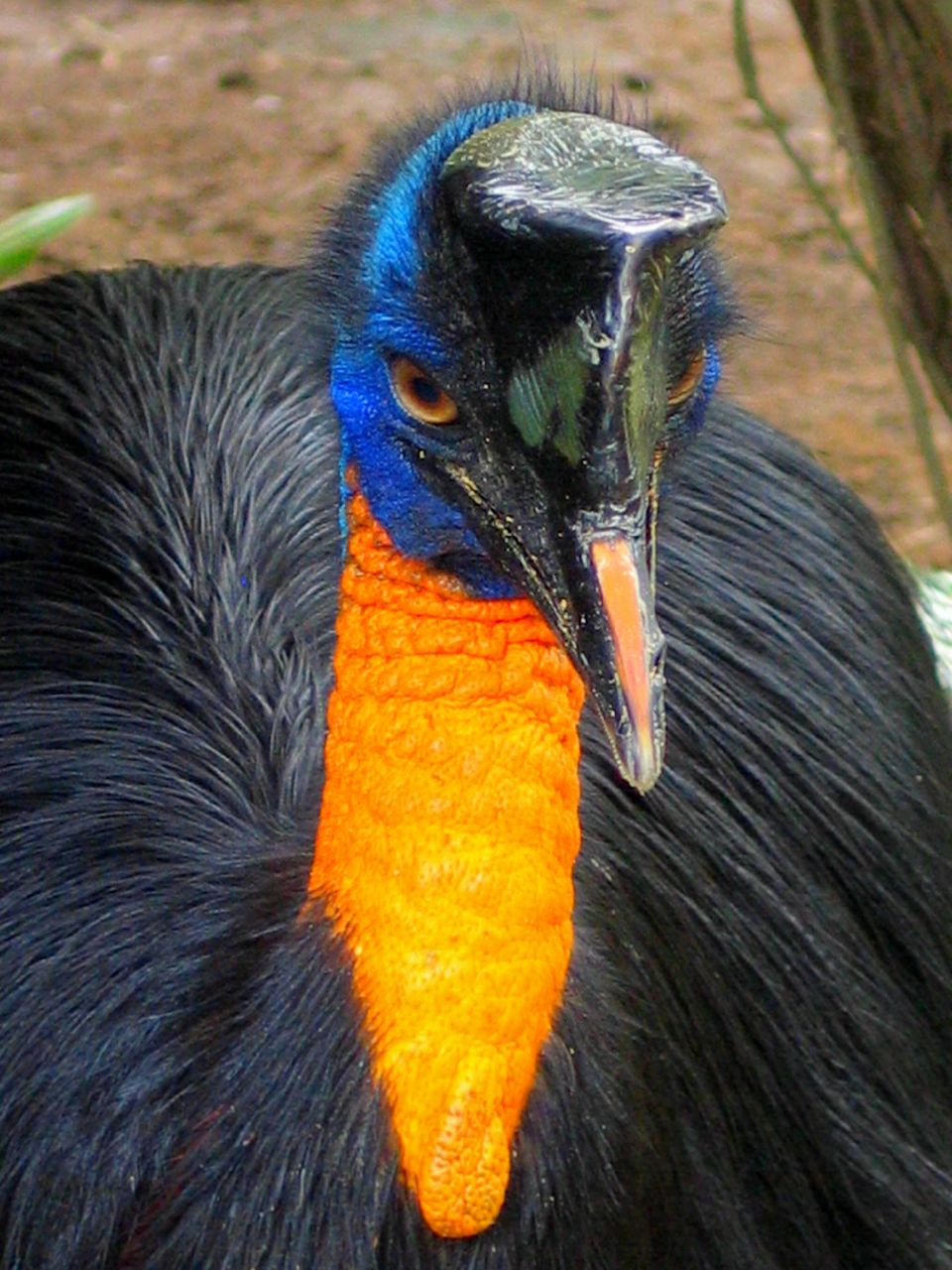